# 비살테스
그리스 신화에서, 헬리오스와 가이아의 아들, 비살테스(그리스어: Βισάλτης)는 트라키아 마케도니아의 비살타이와 비살티아의 시조인 영웅이다. 테오파네는 비살테스의 딸이다.

## 같이 보기
- 그리스 신화의 등장인물 목록